# Beaufort-skála
A Beaufort-skála, teljes nevén Beaufort szélerősség-skála egy meteorológiai fokozatrendszer, melyet 1805-ben Francis Beaufort, a brit flotta ír sorhajókapitánya (később admirális és a Bath-rend parancsnok-lovagja) dolgozott ki a tengeri szél erősségének megfigyelésére és osztályozására. 
| Beaufort-fokozat | Szélsebesség | Szélsebesség | Szélsebesség | Leírás                    | Viharjelzés                                                             | Hullám- magasság | Hullám- magasság | Hatása | Hatása | Kép a tengerről |
| Beaufort-fokozat | csomó        | km/h         | m/s          | Leírás                    | Viharjelzés                                                             | m                | láb              | a vízen | a szárazföldön | Kép a tengerről |
| ---------------- | ------------ | ------------ | ------------ | ------------------------- | ----------------------------------------------------------------------- | ---------------- | ---------------- | --- | --- | --------------- |
| 0                | 0            | 0-1          | 0-0,3        | Szélcsend                 | ALAPFOK                                                                 | 0                | 0                | Tükörsima vízfelület. | A füst egyenesen száll felfelé.                                                                                          |                 |
| 1                | 1-3          | 2-6          | 0,4-1,7      | Gyenge szellő, fuvallat   | ALAPFOK                                                                 | 0,1              | 0,33             | A vízen apró fodrok láthatók. | A felszálló füst gyengén ingadozik, a szél alig érezhető.                                                                |                 |
| 2                | 4-6          | 7-11         | 1,8-3,1      | Enyhe szél                | ALAPFOK                                                                 | 0,2              | 0,66             | Kis hullámok, de a vízfelület még sima. | A fák levelei zizegnek, az arcon érezhető a légmozgás.                                                                   |                 |
| 3                | 7-10         | 12-19        | 3,2-5,3      | Gyenge szél               | ALAPFOK                                                                 | 0,6              | 2                | Barázdált vízfelület, határozott hullámvonalakkal. | A szél a fák leveleit, vékony hajtásait mozgatja.                                                                        |                 |
| 4                | 11-15        | 20-29        | 5,4-8,1      | Mérsékelt szél            | ALAPFOK                                                                 | 1                | 3,3              | Hosszú, alacsony hullámok, fehér tarajjal. | A szél a fák gallyait, kisebb ágait állandóan mozgatja.                                                                  |                 |
| 5                | 16-21        | 30-39        | 8,2-10,9     | Élénk szél                | ALAPFOK                                                                 | 2                | 6,6              | Közepesen magas hullámok fehér tarajjal. | A nagyobb faágak is mozognak, a levegő mozgása jól hallható.                                                             |                 |
| 6                | 22-26        | 40-49        | 11,0-13,3    | Erős szél                 | ELSŐFOK Jelzés: percenként 45 felvillanással működő sárga villogó fény  | 3                | 9,9              | Nagy hullámok néhol átbukó tarajjal. Csónak illetve vitorlás vízi sporteszköz csak a parttól számított 500 illetve 200 méter távolságon belül közlekedhet. | Már a legvastagabb ágakat is mozgatja; a drótkötelek, villanyvezetékek zúgnak.                                           |                 |
| 7                | 27-32        | 50-60        | 13,8-16,9    | Viharos szél              | ELSŐFOK Jelzés: percenként 45 felvillanással működő sárga villogó fény  | 4                | 13,1             | A tarajakon összefüggő fehér hab jelenik meg. A hullámok nagyok.                                                                                           | A kisebb fák törzsei erősen hajladoznak, vékonyabb gallyak letörnek. A széllel szemben nehéz a gyaloglás.                |                 |
| 8                | 33-39        | 61-72        | 17,0-20,0    | Élénk viharos szél, vihar | MÁSODFOK Jelzés: percenként 90 felvillanással működő sárga villogó fény | 5,5              | 18               | Hosszú hullámhegyek, sűrű, fodros hullámokkal. A habok a szélirányhoz igazodva csíkokba rendeződnek. Csónak és vitorlás vízi sporteszköz nem közlekedhet.  | A szél a fákról ágakat tör le, a nagyobb fák törzsei is erősen hajladoznak.                                              |                 |
| 9                | 40-46        | 73-85        | 20,1-23,7    | Heves vihar               | MÁSODFOK Jelzés: percenként 90 felvillanással működő sárga villogó fény | 7                | 23               | Magas hullámhegyek, az egész vízfelület porzik, evezni széllel szemben már nem lehet.                                                                      | A vihar a gyengébb fákat kidönti, a vastagabb ágakat letöri. Kisebb épületek megrongálódnak, a tetőcserepek lesodródnak. |                 |
| 10               | 47-55        | 86-100       | 23,8-27,9    | Dühöngő vihar, szélvész   | MÁSODFOK Jelzés: percenként 90 felvillanással működő sárga villogó fény | 9                | 29,5             | A vízfelület fehéren porzik, hosszú, átbukó tarajokkal, magas hullámokkal.                                                                                 | A vihar gyökerestül forgatja ki a fákat, az épületekben jelentős károk keletkeznek.                                      |                 |
| 11               | 55-62        | 101-115      | 28,0-31,9    | Heves szélvész            | MÁSODFOK Jelzés: percenként 90 felvillanással működő sárga villogó fény | 11,5             | 37,7             | Háborgó tenger különösen nagy hullámokkal. A vizet vízszintesen fújja a szél, a látótávolság nagyon lecsökken.                                             | Súlyos anyagi károk, a téglaépítésű házak is megsérülnek.                                                                |                 |
| 12               | 63-65        | 115-120      | 32,0-33,3    | Orkán                     | MÁSODFOK Jelzés: percenként 90 felvillanással működő sárga villogó fény | >14              | >46              | Az egész vízfelület fehéren porzik. A szél letépi és elfújja a hullámtarajokat. A látótávolság gyakorlatilag megszűnik.                                    | A szél épületeket, tetőket rombol, súlyos pusztítást végez.                                                              |                 |

Ma a hivatásos meteorológusok ritkán használják a Beaufort-skálát, azt ugyanis jórészt felváltották a szélsebesség mérésének objektív módszerei. Ennek ellenére a skála még ma is hasznos – főleg vitorlázók és szörfösök körében –, ha nagy terület felett akarjuk a szél jellegét megbecsülni. Ott is jól lehet használni, ahol nem állnak rendelkezésre szélsebességet mérő műszerek. A tapasztalati úton kidolgozott Beaufort-skála arra is alkalmas, hogy lemérjük, illetve leírjuk a különböző szélsebességek szárazföldi és tengeri tárgyakra kifejtett hatását.

## További információ
- 17-es fokozatig bővített Beaufort-skála